# Municipio Juan Vicente Campo Elías
Juan Vicente Campo Elías es uno de los veinte municipios que forman parte del estado Trujillo. Su capital es la población de Campo Elías. Tiene una extensión de 95,8 km², según el censo del INE su población para el año 2011 es de 5331 habitantes.
Se encuentra a 42 km de Boconó a 124 de Trujillo y a 597 de Caracas. El Municipio está ubicado en el extremo Este del Estado Trujillo, haciendo límites por el Noreste con los estados Lara y Portuguesa, al sur con la Parroquia Ayacucho del Municipio Boconó y al oeste con la Parroquia San Miguel del Municipio Boconó.

## Historia
El escritor Marcano Acevedo Izquierdo, en su obra “Estudios Sociales” relata que el 1 de marzo de 1813, se inicia la Campaña Admirable y tres meses más tarde Bolívar se encuentra en Mérida, donde se les incorpora el oficial Vicente Campo Elías, partidario de la causa patriótica; también se suma a este proceso Antonio Rangel, Gabriel Picón y Luis María Rivas Dávila.
Señala Marcano Acevedo que Bolívar ocupa Trujillo y dicta el "Decreto de Guerra a Muerte" como una respuesta a las represalias y crímenes de varios Jefes españoles contra los venezolanos. Con la vigencia del “Decreto de Guerra a Muerte”, Bolívar logró despertar el ánimo y el valor de los patriotas, que estaban aterrorizados por las persecuciones y la pena de muerte que ordenaban los realistas.
Por otro lado Marcano Acevedo asegura que la “Campaña Admirable” duró cinco meses y siete días desde el 1.º de marzo de 1813 hasta el 7 de agosto dela mismo año, figurando la Batalla de Niquitao como la acción militar más importante.
Vale destacar que El Libertador Simón Bolívar y su ejército partieron desde Boconó hacia Barinas el 27 de junio de 1813, atravesando territorio campoeliense por el histórico Camino de Los Españoles. En esa misma ruta también marchó Atanasio Girardot, figura destacada de la gesta independentista.
Se toma el año 1816 como fecha de fundación de esta zona bajo el nombre de El Morro. Hacia 1856, El Morro fue elevado a la categoría de parroquia civil con el nombre de Campo Elías, adscrita al Cantón Boconó. En 1886, con el establecimiento de la parroquia eclesiástica, se le asignó el nombre de municipio Guzmán, aunque ese mismo año retomó su denominación anterior.
El 15 de octubre de 1987 fue clasificado como municipio foráneo dentro del entonces incipiente municipio autónomo Boconó. Finalmente, en 1994, la Asamblea Legislativa del estado Trujillo le otorgó autonomía plena, separándolo del municipio Boconó y creando oficialmente el municipio Juan Vicente Campo Elías.

### Toponimia
Debe su nombre al prócer de la Independencia Juan Vicente Campo Elías sobre quien Bolívar lo llamó “Bravo Comandante, Pacificador del Tuy y Libertador de Calabozo”, en enero de 1814.

## Geografía

### Organización parroquial
| Parroquia             | Superficie | Población | Densidad |
| --------------------- | ---------- | --------- | -------- |
| Arnoldo Gabaldón      | km²        | hab.      | hab./km² |
| Campo Elías           | km²        | hab.      | hab./km² |
| Municipio Campo Elías | km²        | hab.      | hab./km² |

## Política y gobierno

### Alcaldes
| Período     | Alcalde electo      | Partido político / Alianza | % de votos | Notas |
| ----------- | ------------------- | -------------------------- | ---------- | --- |
| 1995 - 2000 | Dilcia Rojas        | AD                         | -          | Primer alcalde bajo elecciones directas (se realizaron elecciones generales adelantadas en el 2000 debido a la aprobación de la Constitución de 1999) |
| 2000 - 2004 | Dilcia Rojas        | AD                         | 54,03      | Segunda alcalde bajo elecciones directas |
| 2004 - 2008 | José Luis Torrealba | MVR                        | 57,00      | Tercer alcalde bajo elecciones directas |
| 2008 - 2013 | José Luis Torrealba | PSUV                       | 66,11      | Reelecto (se postergan 1 año las elecciones municipales pautadas para finales del 2012)                                                               |
| 2013 - 2017 | José Luis Torrealba | JUAN BIMBA                 | 46,09      | Reelecto |
| 2017 - 2021 | José Luis Torrealba | PSUV                       | 75,80      | Reelecto |
| 2021 - 2025 | Dilcia Rojas        | MUD                        | 52,52      | Tercer alcalde bajo elecciones directas |

### Concejo municipal
Período 1995 - 2000
| Concejales:         | Partido político / Alianza |
| ------------------- | -------------------------- |
| Germán Rojas        | AD                         |
| Gustavo Fernández   | AD                         |
| Juan Carlos Rosales | AD                         |
| Dionicio Bastidas   | COPEI                      |
| Humberto Hidalgo    | COPEI                      |

Período 2000 - 2005
| Concejales:         | Partido político / Alianza |
| ------------------- | -------------------------- |
| Raul Quintero       | AD                         |
| German Rojas        | AD                         |
| Francisco Mejias    | AD                         |
| Carlos Barazarte    | MVR                        |
| Jose Luis Torrealba | MVR                        |

Período 2005 - 2013
| Concejales:        | Partido político / Alianza |
| ------------------ | -------------------------- |
| Jose Ramón Linares | MVR                        |
| Antonio Contreras  | MVR                        |
| Julio Cesar Romero | MVR                        |
| Andres Perez       | MVR                        |
| Benjamin Paredes   | MVR                        |

Período 2013 - 2018:
| Concejales         | Partido político / Alianza |
| ------------------ | -------------------------- |
| Julio César Romero | JUAN BIMBA                 |
| Milagros Pérez     | JUAN BIMBA                 |
| Maigualida Becerra | JUAN BIMBA                 |
| José Ramón Linares | JUAN BIMBA                 |
| José González      | PSUV                       |

Período 2018 - 2021
| Concejales          | Partido político / Alianza |
| ------------------- | -------------------------- |
| Glenda Granados     | PSUV                       |
| Erick Pimentel      | PSUV                       |
| Yomelys Ramos       | PSUV                       |
| Maigualida Becerra  | PSUV                       |
| Wuillian Valladares | PSUV                       |

Período 2021 - 2025
| Concejales      | Partido político / Alianza |
| --------------- | -------------------------- |
| Edgar Hernández | MUD                        |
| Lorena Urrutia  | MUD                        |
| Cleiver Blaza   | MUD                        |
| Gilvana García  | MUD                        |
| Yaritza Márquez | PSUV                       |